# Zu den Sieben Schmerzen Mariens (Gernstall)

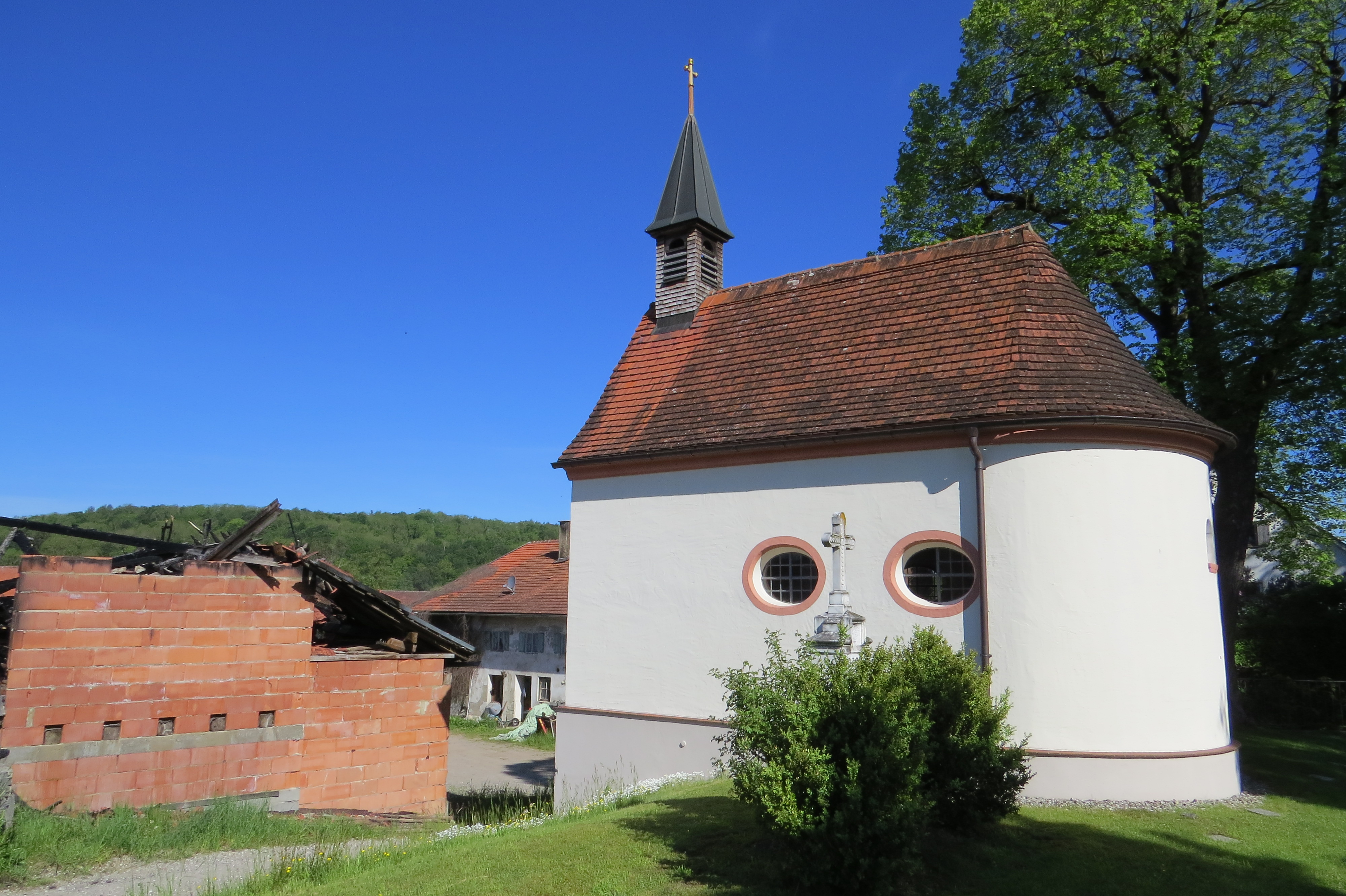
Kapelle in Gernstall

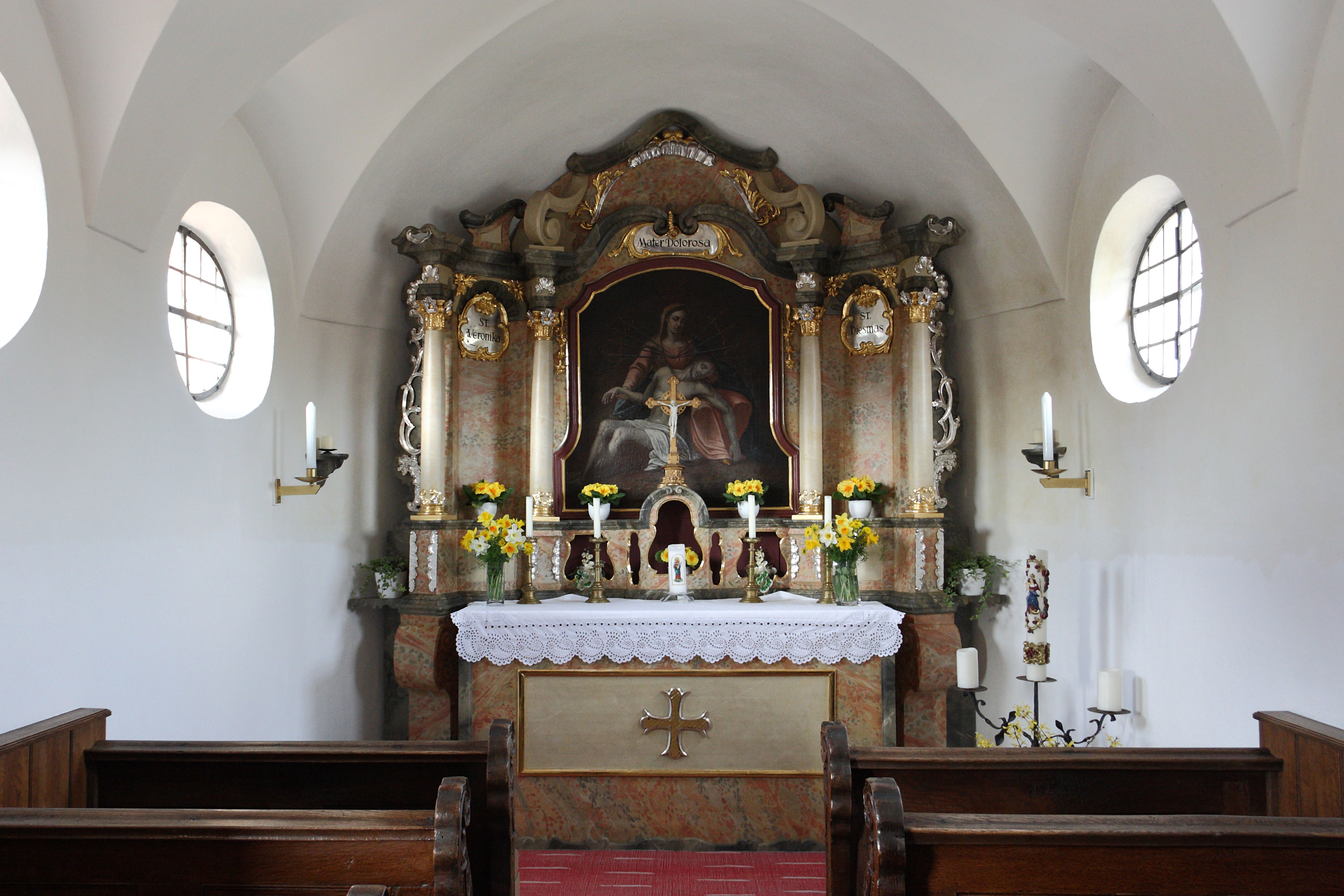
Kapelle zu den Sieben Schmerzen Mariens in Gernstall (Mindelheim); Innenansicht

Zu den Sieben Schmerzen Mariens ist eine römisch-katholische Kapelle im oberschwäbischen Gernstall, einem Ortsteil der Stadt Mindelheim. Die Kirche wurde wohl im frühen 18. Jahrhundert erbaut. Sie wurde 1749 als neu restauriert erwähnt. In den Jahren von 1951 bis 1952 wurde sie renoviert.
Das Gebäude mit einem hohen Sockel an der Westseite steht am südlichen Ortsende an der Westseite der Bundesstraße auf einem gegen Westen abfallenden Gelände. Der halbrund geschlossene Bau besitzt drei Achsen mit Kreuzgratgewölben ohne Gurte. Im Chorschluss befindet sich eine Kalotte. In den beiden östlichen Achsen sind Querovalfenster in die Wände eingelassen. In den nördlichen befindet sich eine doppelte Rechtecktür aus dem 18. Jahrhundert mit einem Achteckmuster und einer Mittelrosette. Das Traufgesims und die Giebelschrägen sind profiliert. Ein hölzerner quadratischer Dachreiter hat eingezogene, rundbogige Schallöffnungen. Das Zeltdach ist mit Blech gedeckt. Außen befindet sich im Chorscheitel eine kleine eingezogene rundbogige Figurennische mit einem profilierten Sohlbankgesims.
Der hölzerne Altar aus der Mitte des 18. Jahrhunderts ist marmoriert mit vergoldetem und versilbertem Dekor und einer Kastenstipes. Die Predella weist fünf verschieden große, geschweifte Öffnungen auf. Die tabernakelartige mittlere Öffnung, die durch ein Halbkreisgesims überhöht ist, enthält eine Statuette des gegeißelten Heilands. Den breiten konkaven dreiachsigen Aufbau tragen vier korinthische Säulen. In der breiteren Mittelachse ist ein geschweiftes Gemälde der Pietà zu sehen. Davor stehen auf einem Predellagesims Statuetten der heiligen Veronika und von Dismas, dem guten Schächer. Der Auszug ist niedrig und mit Voluten geschmückt. Das Holzgitter vor dem Altar dürfte um 1800 geschaffen worden sein.
Das Gestühl stammt aus der Mitte des 18. Jahrhunderts und hat Schweifwangen mit Rocaillerändern und mittleren, geschuppten Flächen. Die drei Holzfiguren der Kapelle, der heilige Wendelin, Paulus und der heilige Georg zu Pferde als Drachentöter stammen aus der Mitte des 18. Jahrhunderts.